# ガビッチェ・マーレ
ガビッチェ・マーレ（伊: Gabicce Mare）は、イタリア共和国マルケ州ペーザロ・エ・ウルビーノ県にある、人口約5,500人の基礎自治体（コムーネ）。

## 地理

### 位置・広がり
ペーザロ・エ・ウルビーノ県北東部、アドリア海沿岸のコムーネ。ペーザロから西北西へ14km、ウルビーノから北北東へ28kmの距離にある。

#### 隣接コムーネ
隣接するコムーネは以下の通り。括弧内のRNはリミニ県所属を示す。
- カットーリカ (RN)
- グラダーラ
- ペーザロ

### 気候分類・地震分類
ガビッチェ・マーレにおけるイタリアの気候分類 (it) および度日は、zona E, 2114 GGである。
また、イタリアの地震リスク階級 (it) では、zona 2 (sismicità media) に分類される。

## 行政

### 分離集落
ガビッチェ・マーレには、以下の分離集落（フラツィオーネ）がある。
- Baia Vallugola, Case Badioli, Gabicce Monte, Ponte Tavollo, Vigna del Mare

## 姉妹都市
- Ötigheim、ドイツ - 1999
- Bruxelles、ベルギー - 2003
- エギスハイム、フランス - 2007
- グアスタッラ、イタリア - 2009
- ノチェーラ・ウンブラ、イタリア - 2011